# إليزابيث ميلر (أستاذة جامعية)
إليزابيث ميلر (بالإنجليزية: Elizabeth Miller)‏ هي أستاذة جامعية أمريكية، ولدت في 26 فبراير 1939.